# Cecidomyia skusei
Cecidomyia skusei är en tvåvingeart som först beskrevs av Jean-Jacques Kieffer 1913.  Cecidomyia skusei ingår i släktet Cecidomyia och familjen gallmyggor. Inga underarter finns listade i Catalogue of Life.